# Kapelle Peenemünde

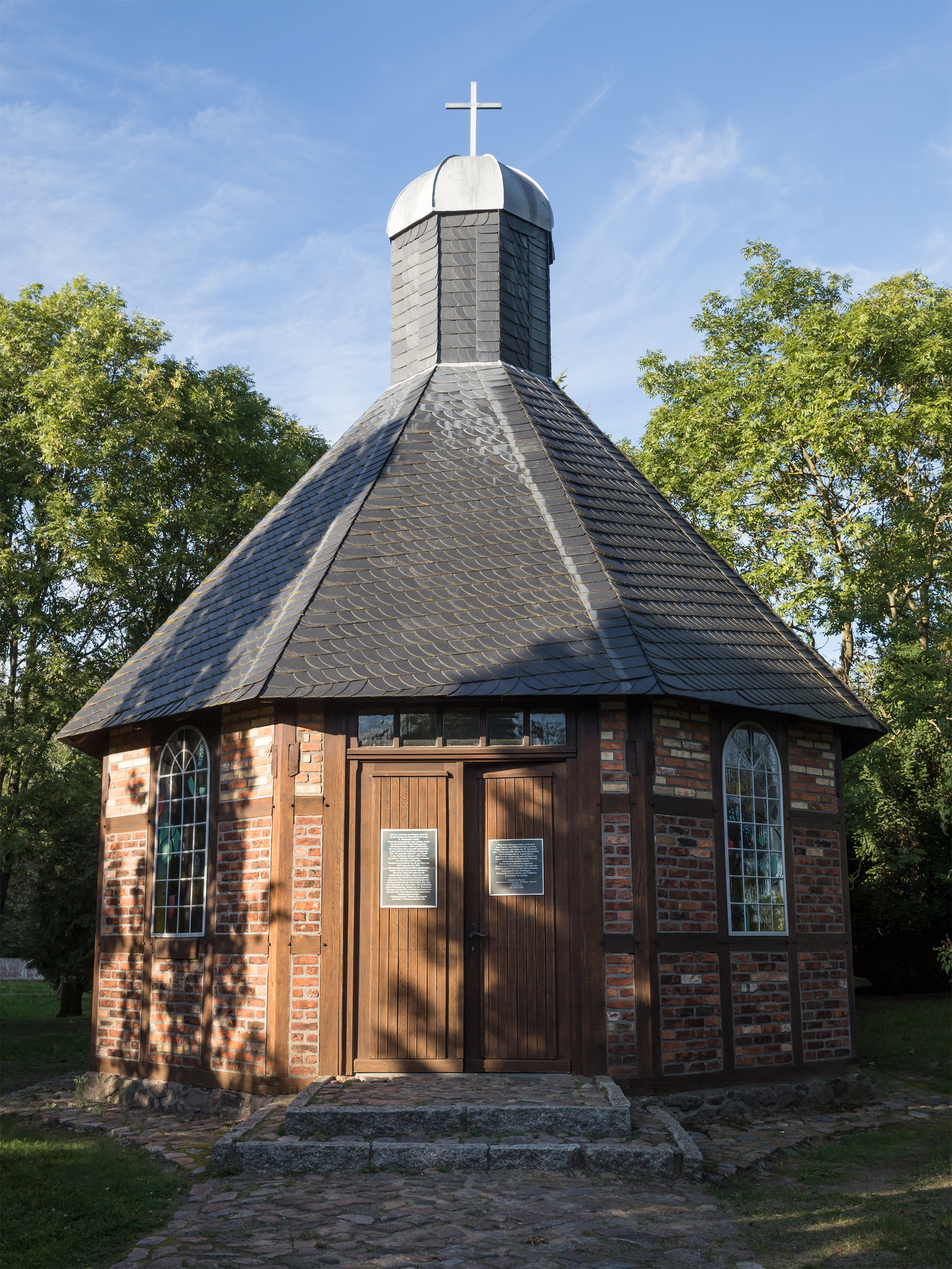
Kapelle Peenemünde

Die Kapelle Peenemünde ist ein Kirchengebäude in Peenemünde im Norden der Insel Usedom. Neben ihrer Funktion als Kapelle dient sie heute als Gedenkstätte für die Opfer von Peenemünde.

## Geschichte
Peenemünde liegt, wie der Name aussagt, an der Mündung des Peenstroms in den Bodden zur Ostsee. Die Geschichte des Ortes lässt sich bis in das 13. Jahrhundert zurückverfolgen. 1282 wurde das Gebiet um die Peenebucht der Stadt Wolgast zugeteilt. 1306 erhielt Wolgast von Bogislaw IV. auch die Wiese Peenemünde. Bereits damals muss sich an dieser Stelle ein Hafen befunden haben, der für die auf dem Festland liegende Hansestadt Wolgast mit Sitz der Pommerschen Herzöge von wirtschaftlicher Bedeutung war. Aufgrund seiner geographischen Lage wurde Peenemünde in den folgenden Jahrhunderten Schauplatz historischer Ereignisse.
Während des Dreißigjährigen Krieges landete am 26. Juni 1630 an dieser Stelle König Gustav II. Adolf von Schweden, der nach der Niederlage der deutschen Protestanten in den europäischen Religions- und Staatenkonflikt eingriff. Ein Gedenkstein vor der Kapelle erinnert an diese Begebenheit.
Im 20. Jahrhundert ist der Name Peenemünde nicht nur in die deutsche Militärgeschichte eingegangen. Ab 1936 war das vormals kleine Fischerdorf nach Errichtung der Heeresversuchsanstalt Forschungsstelle und Versuchsfeld für Raketen und ferngelenkte Waffen und militärisches Sperrgebiet. Nach Ende des Zweiten Weltkriegs wurde Peenemünde bis 1952 durch die GSSD und anschließend durch die NVA der DDR genutzt.

## Baugeschichte
1876 wurde auf dem Friedhof des damaligen Fischerdorfes eine Friedhofskapelle errichtet. Baumeister war Friedrich Kräger, dessen Name an einer Tafel am Eingang vermerkt ist.
Seit Errichtung des Raketenwerkes 1936 wurde die Kapelle, die nun im militärischen Sperrgebiet stand, vernachlässigt und war über Jahrzehnte dem Verfall preisgegeben. Den 50. Jahrestages des ersten Bombenangriffs auf Peenemünde in der Nacht vom 17. zum 18. August 1943  nahm die Kirchgemeinde 1993 zum Anlass, die Kapelle wieder aufzubauen. Diese war so stark beschädigt, dass sie in historisierender Form neu aufgebaut wurde. Der Innenraum wurde neu gestaltet. Die Kapelle soll heute auch als Gedenkstätte an die Opfer von Peenemünde dienen. Die Einweihung erfolgte am Gedenktag, am 18. August 1993.

## Baubeschreibung

### Das Äußere

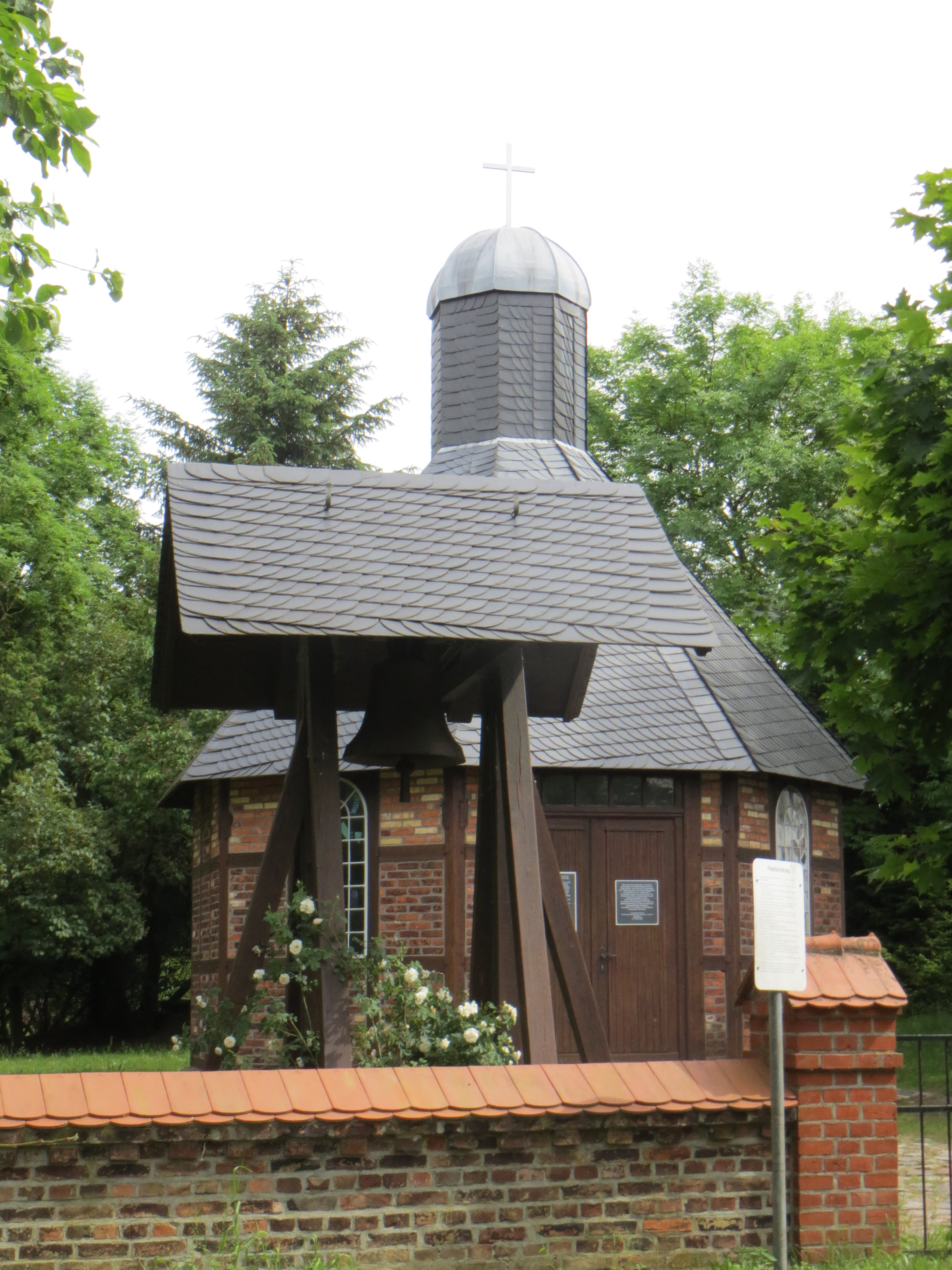
Glockenstuhl mit Glocke

Die Kapelle ist ein Fachwerkbau und als Oktogon, einem Achteck, ausgeführt. Den oberen Abschluss bildet ein achtteiliges Dach mit einem laternenartigen Aufsatz, welcher die Form der Kapelle im Kleinen wiederholt. Die Dacheindeckung besteht aus spanischem Schiefer, die Bleihaube auf der Laterne und das darauf stehende Edelstahlkreuz bilden eine geschmackvolle, optische Einheit im Material.

### Das Innere
Die Gestaltung des Innenraums ist nach einem neuen Konzept im Hinblick auf die veränderte Funktion der Kapelle auch als Gedenkstätte vom Stralsunder Maler und Restaurator Hermann Lindner entworfen worden. Die Wände des Oktogons sind in Schwarz und Weiß gehalten. Die von einer sternförmig zulaufenden Balkenkonstruktion getragene Holzdecke ist ebenfalls in einem hellen Ton gefasst. Der Raum soll so in seiner Neutralität wirken. Bestimmend dabei ist die Gestaltung der schwarz-weiß, diagonal gegliederten Altarwand. Sie ist Träger einer hölzernen Tafel, die als freischwebende Fläche erscheint, mit abgewinkelter Altarplatte. Durch die beidseitigen originalen Sprossenfenster ist der Lichteinfall auf die Altarplatte gerichtet.

### Glocke
Die Glocke im Kirchenvorhof wurde 1993 zum Gedächtnis für die Opfer von Peenemünde gestiftet und geweiht. Sie befindet sich in einem freistehenden Glockenstuhl. Die Inschrift auf der Glocke gibt den Stiftungsanlass wieder und nimmt direkten Bezug auf das Bauwerk als Mahnmal gegen den Krieg.

### Gedenkstein

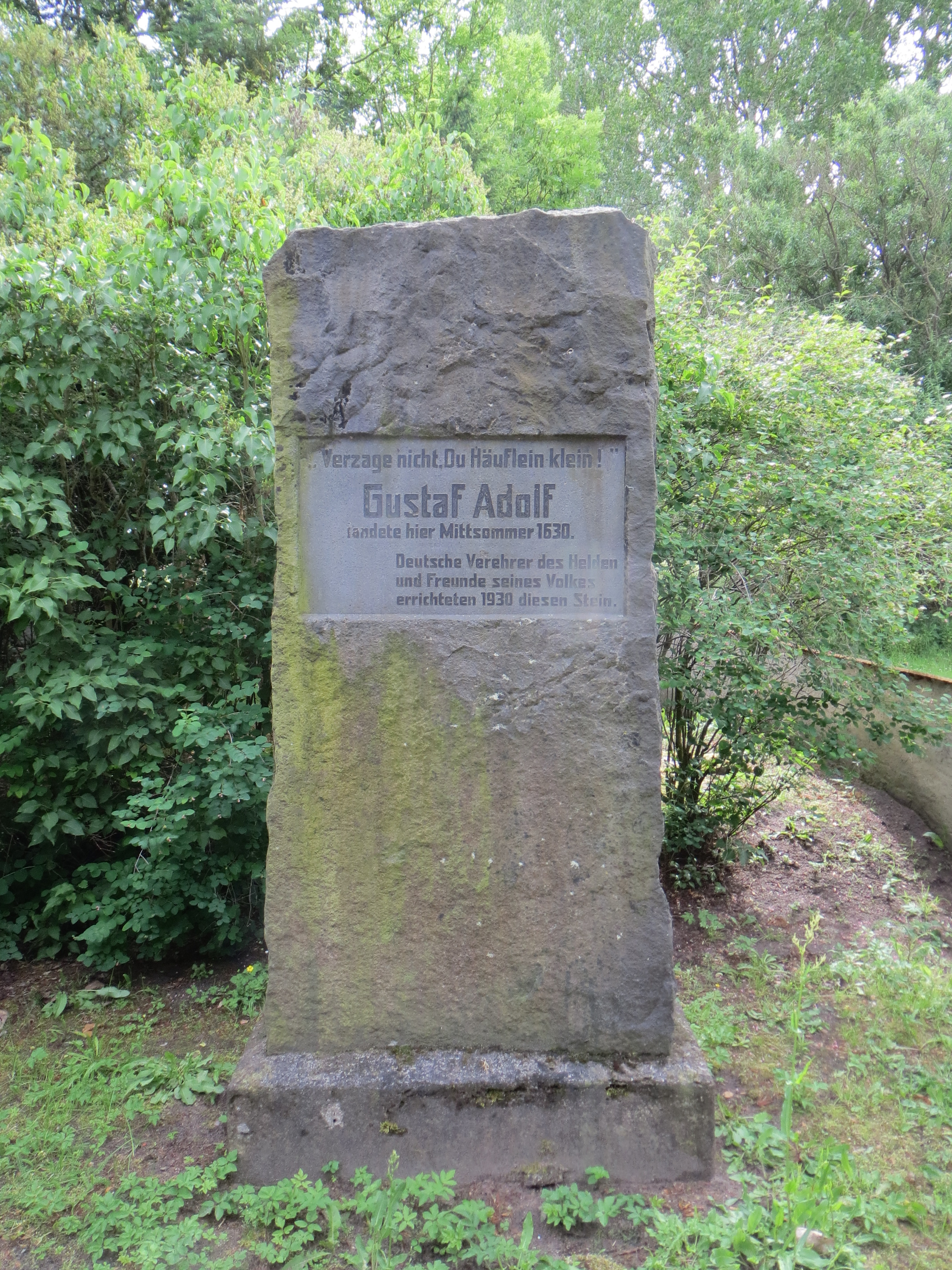
Gedenkstein

Auf dem Friedhof steht ein Gedenkstein, der 1930 zuerst etwas erhöht in einer kleinen Denkmalanlage am Uferrand des Peenestroms aufgestellt wurde.
Der Plan zur Aufstellung des Steins stammte von der Greifswalder Gesellschaft der Freunde zum Studium Schwedens. Der aus Schweden stammende und in einer Wismarer Werkstatt bearbeitete Stein wurde am 26. Juni 1930 anlässlich des 300. Jahrestages der Anlandung der schwedischen Armee unter König Gustav II. Adolf während des Dreißigjährigen Krieges 1630 bei Peenemünde von den Studentischen Korporationen der Greifswalder Universität mit dem dortigen Professor Paul aufgestellt. Er trägt die Inschrift: Verzage nicht. Du Häuflein klein! Gustav Adolf landete hier Mitsommer 1630, Deutsche Verehrer seines Volkes errichteten 1930 diesen Stein.

## Gemeinde
Bis 1945 gehörte die Kapelle zu der am gegenüberliegenden Ufer des Peenestroms gelegenen Kirchengemeinde Kröslin. Nach der Wende gehört Peenemünde zur Kirchengemeinde Krummin-Karlshagen-Zinnowitz mit dem Pfarramt Zinnowitz der Pommerschen Evangelischen Kirche und seit 2012 zur Propstei Pasewalk im Pommerschen Evangelischen Kirchenkreis der Evangelisch-Lutherischen Kirche in Norddeutschland.

### Ungedruckte Quellen
- Universitätsarchiv Greifswald
  - 2.3 Theologische Fakultät. Dekanatsakten 1832–1925. Deutsche Gesellschaft zum Studium Schwedens bei der Einweihung des Gustav Adolf-Steines.
  - 2. 5 Juristische Fakultät. Nr. 32. Einweihung eines Gustav Adolf-Steines, 1924–1934.
- Stadtarchiv Stralsund
  - 2.2-1 Handschriften, Nr. 6. Chroniken und Landesbeschreibungen, Nachrichten über Peenemünde.
  - 1.3-12 Kirchenverwaltung der Stadt Stralsund 1707, Nr. 1403 Vom Weihetag in Peenemünde 1. Juli 1930.
- Landesarchiv Greifswal. Postkartensammlung Nr. 161 Peenemünde.
- Stadtarchiv Wismar
  - Prozeßakten des Tribunals 1653–1803. Nr. 25. darin über Kosten aus dem Prozeß des Pastors Eichmann mit den Einwohnern zu Peenemünde wegen Quartalsgeld und Meßkorn 1701–1702.[7]

### Gedruckte Quellen
- Pommersches Urkundenbuch